# Büschauer Holz

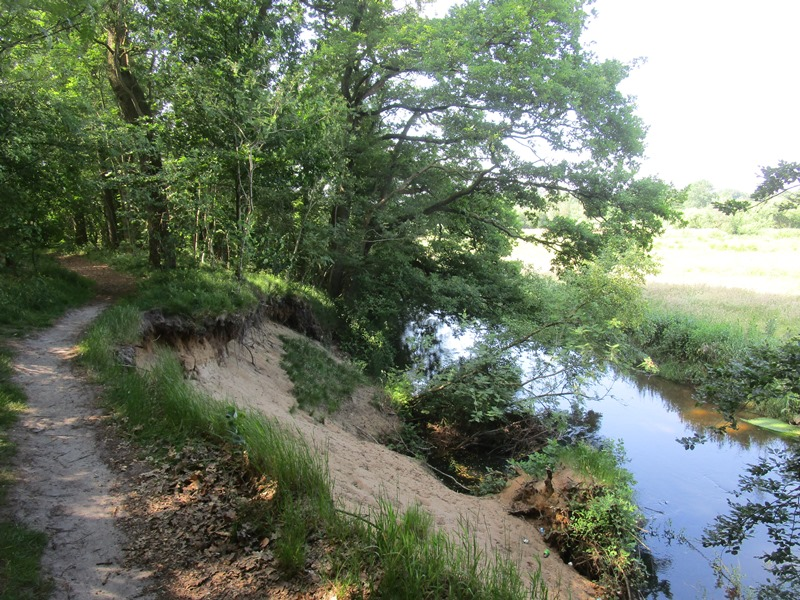
Die Treene am Büschauer Holz

Das Büschauer Holz (auch Büschauer Forst, dänisch Byskov) ist ein etwa 300 ha großes in den Gemeinden Langstedt und Silberstedt auf der Schleswigschen Geest im Norden Schleswig-Holsteins (Südschleswig) gelegenes Waldgebiet. In der dänischen Zeit lag das Holz innerhalb der Uggelharde (Ugle Herred, etwa: Eulenharde). Der Kernbestand geht auf eine direkt an der Treene gelegene kleine Waldfläche mit Katenstelle zurück. Der größere Teil war noch zu Beginn des 19. Jahrhunderts Heide, die später mit Nadelbäumen aufgeforstet wurde. Entsprechend groß ist heute der Anteil von Nadelwald im Büschauer Holz. Es finden sich vor allem nicht standortheimische Nadelbäume wie Sitkafichte, Japanlärche und Kiefer. Zudem kommen Eichen und Sandbirken mit charakteristisch ausgeprägter Krautschicht aus Naturverjüngung und standortgemäßer Wiederaufforstung vor. Im Nordwesten des Holzes finden sich kleinflächig auch Eichen-Buchen- und Eichen-Birken-Wälder. Das Holz wird in seinem zentralen Bereich von der Hirtenbek (auch Büschau, dän. Hyrdebæk) durchzogen, die im Jalmer Moor (Hjalm Mose) entspringt und in dessen Talniederung brach gefallenes Feuchtgrünland ausgebildet ist. Der historische Kernbestand weist eine Kontinuität von mindestens 220 Jahren auf. Im Bereich Büschaus gibt es einige weitgehend intakte Übergangsmoore. Südlich des Holzes entwässert die Bollingstedter Au in die Treene.
Etwa 220 ha sind als Teil des FFH-Gebietes Treene Winderatter See bis Friedrichstadt und Bollingstedter Au als Natura-2000-Schutzgebiet ausgewiesen.
Der Name des Waldes leitet sich vom dänischen by für eine Siedlung und skov für Wald ab und bezeichnet einen Wald am Dorf, das heißt an der Grenzscheide zwischen Eggebek und Langstedt, der entsprechende Flurname ist erstmals 1737 verzeichnet.